# Teufelsklippen
Teufelsklippen este o arie protejată (arie specială de conservare — SAC, sit de importanță comunitară — SCI) din Germania întinsă pe o suprafață de 7,22 ha, integral pe uscat.

## Localizare
Centrul sitului Teufelsklippen este situat la coordonatele 51°12′52″N 7°06′19″E / 51.2144°N 7.1053°E.

## Înființare
Situl Teufelsklippen a fost declarat sit de importanță comunitară în martie 2001 pentru a proteja 1 specie de plante. Situl a fost protejat și ca arie specială de conservare în mai 2005.

## Biodiversitate
Situată în ecoregiunea continentală, aria protejată conține 2 habitate naturale: Pante stâncoase silicioase cu vegetație casmofită, Păduri de fag Luzulo-Fagetum.
La baza desemnării sitului se află o specie protejată de  plante: Vandenboschia speciosa.